# Tony Hernández
Juan Antonio Hernández Alvarado (Gracias, Lempira, 13 de junio de 1978), más conocido como Tony Hernández, es un exabogado y exnarcotraficante hondureño. Fue diputado en el Congreso Nacional de Honduras (2014-2018) y encontrado culpable en Estados Unidos por delitos relacionados al narcotráfico en octubre de 2019, y más tarde condenado a cadena perpetua más treinta años de cárcel en marzo de 2021. Cumple su condena en la Penitenciaría de los Estados Unidos, Victorville.
Es hermano del expresidente de Honduras, Juan Orlando Hernández, también acusado por narcotráfico en Estados Unidos, y fue hermano de la fallecida Hilda Hernández. Sus padres son Juan Hernández Villanueva y Elvira Alvarado Castillo.

## Cargos públicos
Tony había sido reelecto como diputado suplente de Samuel Reyes en las elecciones de 2013, representando al departamento de Lempira. Pero pasó a ser diputado propietario cuando Reyes fue nombrado secretario de Defensa. También fue escribiente y receptor en la Corte Suprema de Justicia, Jefe de Unidad de Implementación de Registros en el Instituto de la Propiedad y Presidente de la Comisión de Desarrollo e Inclusión Social del Congreso Nacional.

## Condena por narcotráfico

### Antecedentes
El 13 de octubre de 2016, el Capitán de las Fuerzas Armadas Santos Orellana Rodríguez, señalado por Estados Unidos de tener presuntos nexos con el narcotráfico, denunció en un medio de comunicación nacional que le ofrecieron un millón de dólares por no informar sobre el hallazgo de un helicóptero que supuestamente pertenecía a Tony Hernández y que tenía droga. También dijo que agentes de la DEA lo «obligaron» a declarar contra Tony Hernández y Wilter Blanco como los responsables de un plan para asesinar al embajador estadounidense James Nealon. Tras esto, Hernández negó las acusaciones en una conferencia de prensa y viajó en octubre a Estados Unidos a dar testimonios al Departamento de Justicia de Miami. También en enero de 2017 dio declaraciones al Ministerio Público de Honduras.
El 17 de marzo de 2017, Tony fue acusado por el exjefe del cartel de Los Cachiros Devis Rivera Maradiaga, en declaraciones a una corte de Nueva York, de recibir un soborno a cambio de gestiones para saldar una deuda que el gobierno tenía con una empresa de lavado de dinero de ese cartel. Esta presunta cooperación entre Devis Rivera y Tony Hernández se habría dado entre 2013 y 2015. Tony nuevamente negó las acusaciones.

### Captura y proceso judicial
El 23 de noviembre de 2018 Hernández fue detenido en el aeropuerto de Miami bajo los cargos de: conspiración para importar cocaína, posesión de ametralladoras y artefactos destructivos, conspiración para poseer ametralladoras y artefactos destructivos, y brindar declaraciones falsas en presencia de oficiales estadounidenses —el 25 de octubre de 2016. Horas después fue trasladado a Nueva York para iniciar su proceso judicial.
La acusación de la fiscalía afirmó que Tony Hernández «estuvo involucrado en todas las etapas» del tráfico de toneladas de cocaína destinadas a Estados Unidos, que sobornó a funcionarios hondureños «encargados de hacer cumplir la ley» y «solicitó grandes sobornos a los principales traficantes de drogas», que conspiró «con algunas de las redes trasnacionales más peligrosas de México y Colombia» y que «trabajó con otros narcotraficantes» en Honduras, México, Colombia y otros lugares desde 2004 hasta 2016. Se le acusó específicamente de aceptar un soborno de 50,000 dólares por parte de Devis Rivera Maradiaga. Entre otros detalles, la fiscalía afirmó también que Tony tuvo acceso a laboratorios de cocaína en Honduras y Colombia, donde «parte de la cocaína estaba marcada con el símbolo "TH", es decir, "Tony Hernández"».
El juicio contra Tony Hernández comenzó el 2 de octubre de 2019, habiéndose realizado una audiencia previa en junio. El juez a cargo, Kevin Castel, negó que se defendiera en libertad por considerar un «riesgo significativo de fuga y un riesgo para la comunidad». El 18 de octubre de 2019 fue encontrado culpable de todos los cargos, inicialmente la declaración de su sentencia se fijó para el 17 de enero de 2020, sin embargo se fue postergando varias veces. Hernández enfrentaba una pena mínima de 40 años y una máxima de cadena perpetua.
El 30 de marzo de 2021 se le impuso a Tony Hernández una condena de cadena perpetua más 30 años de cárcel. En la audiencia, Hernández se quejó del procedimiento, alegando que se habían cometido «violaciones Brady» y dijo desconfiar de sus abogados. El juez Kevin Castell, por su parte, dijo no haber encontrado ningún tipo de violación durante ese proceso judicial, y retrató a Hernández como facilitador para el transporte de la droga de otros capos del narcotráfico y dueño de un laboratorio de cocaína en Colombia; y dijo también que vendió protección del gobierno de Honduras a capos como El Chapo Guzmán y que fue responsable de varios asesinatos. Los fiscales también se pronunciaron señalando a Juan Orlando Hernández como pieza clave en el tráfico de droga junto a su hermano, permitiendo a este último operar una red de transporte de al menos 185 mil kilogramos de cocaína, la cual operó por 15 años. Previo a la sentencia, el presidente Hernández se pronunció diciendo: «Para toda la familia, la noticia que se espera de Nueva York será dolorosa. ¿Y qué más se puede decir de un juicio en el que el testimonio del principal ‘cooperador’ de los fiscales ahora queda expuesto por las grabaciones secretas de la propia DEA como una mentira?». Tony Hernández cumple su condena en la Penitenciaría Victorville en California.

### Repercusiones

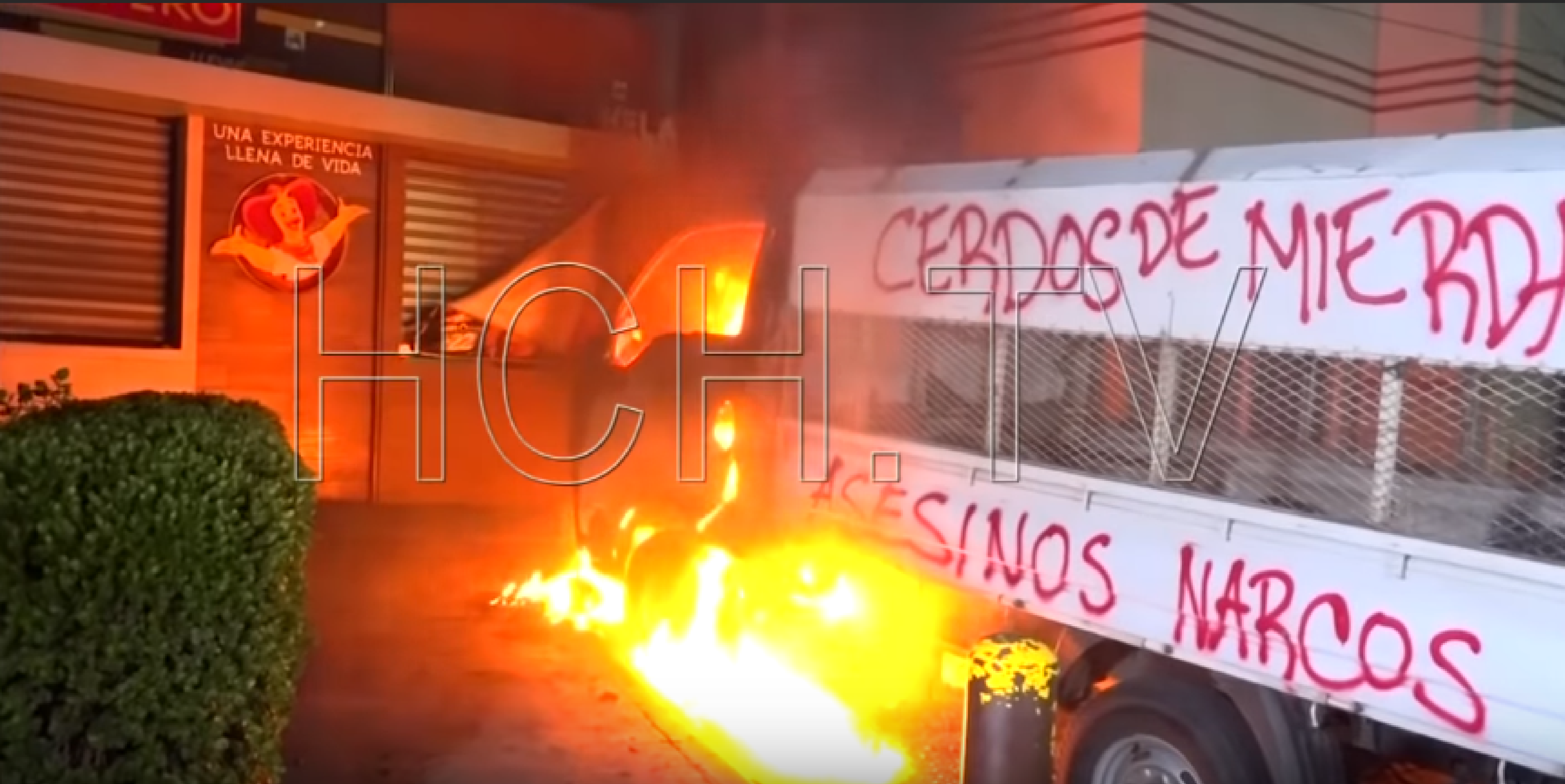
Destrozos durante las protestas del 18 de octubre de 2019.

Motivados por las acusaciones contra el presidente Juan Orlando Hernández por parte de testigos en el juicio de Tony, los líderes de la oposición en Honduras, Salvador Nasralla del Partido Salvador de Honduras y Luis Zelaya del Partido Liberal de Honduras, agrupados en la Plataforma Social Ciudadana, convocaron el 7 de octubre de 2019 a una insurrección pacífica. También el Partido Libertad y Refundación anunció que buscaría un juicio político contra el presidente, mediante la recolección de firmas. Dos días después decenas de manifestantes marcharon en el centro de la capital y hubo enfrentamientos con la policía en las cercanías del Centro Cívico Gubernamental. Por su parte, los simpatizantes del gobernante Partido Nacional de Honduras realizaron una marcha en otro punto de la ciudad, bajo la consigna "Fuerza Azul" y en apoyo a Juan Orlando Hernández, quien estuvo presente y aseguró que las acusaciones de narcotraficantes confesos en su contra eran una venganza por su lucha al crimen organizado.
Como parte de sus argumentos finales, el abogado de la fiscalía llamó a Honduras un narcoestado que «patrocina» el tráfico de droga, afirmaciones que fueron condenadas por el presidente Hernández. Tras el juicio, los principales líderes de la oposición política en Honduras —de los partidos antes mencionados— conformaron la Coalición de Unidad de Oposición Fuera Dictadura, que llamó a protestas permanentes para expulsar al gobernante del poder. La respuesta obtenida fue pobre, con pequeños grupos de manifestantes siendo dispersados por la policía en algunos puntos del país el 21 de octubre y otra protesta en la capital 3 días después convocada por organizaciones opositoras. Desde el 2 de noviembre y durante los días siguientes los líderes de la oposición anunciaron la preparación de un paro nacional para lograr la salida del poder del presidente Hernández; el mismo no ocurrió.
La mañana del 26 de octubre fue asesinado en una cárcel de máxima seguridad de Honduras, Nery López Sanabria, quien se hacía llamar Magdaleno Meza Fúnez. Sanabria poseía libretas con detalles de narco-actividades al momento de su captura, la cuales formaron parte de las pruebas de la fiscalía estadounidense en el juicio contra Tony. Su asesinato pudo deberse, según la versión gubernamental, a que Sanabria podía demostrar la falsedad de las libretas que incriminaron a Tony Hernández y a su hermano Juan Orlando.